# Guettarda scabra
Guettarda scabra är en måreväxtart som först beskrevs av Carl von Linné, och fick sitt nu gällande namn av Étienne Pierre Ventenat. Guettarda scabra ingår i släktet Guettarda och familjen måreväxter. Inga underarter finns listade i Catalogue of Life.